# Veruska
Veruska Pieroni, più nota come Veruska (Catania, 13 maggio 1975), è una cantante italiana.

## Carriera
Ha debuttato discograficamente, prodotta da Claudia Mori, pubblicando il suo primo disco nel 2002, l'eponimo Veruska, edito da Stella del Clan e distribuito sul territorio nazionale dall'etichetta discografica Sony, contenente dieci brani. L'album è stato promosso dal singolo Free Time, presentato a Un disco per l'estate in quello stesso anno.
Collaborando con Gianni Bella ha successivamente partecipato al Festival di Sanremo nel 2004 col brano Un angelo legato a un palo. Contemporaneamente alla partecipazione alla nota manifestazione canora è uscito anche il singolo del brano e il suo secondo disco, l'omonimo Un angelo legato a un palo, edito da Lunapark e distribuito dalla Sony.

## Discografia

### Album
- 2002 – Veruska
- 2004 – Un angelo legato a un palo